# Ybbs an der Donau
Ybbs an der Donau là một thị xã thuộc huyện Melk trong bang Niederösterreich..